# 수풍댐
수풍댐(水豐댐, 중국어 간체자: 水丰水库, 정체자: 水豐水庫)은 압록강 상에 위치한 중력식 댐으로 조선민주주의인민공화국 평안북도 삭주군과 중화인민공화국 랴오닝성 단둥시 콴뎬 만족 자치현 사이에 위치하고 있다. 수풍댐은 일본에 의해 1937년부터 1943년까지 건설되었으며 시간이 지남에 따라 여러 차례의 보수를 받아왔다.
한국전쟁 기간에는 국제연합군에 의해 세 차례 공습을 받았다. 수풍댐 준공 당시에는 아시아에서 가장 큰 댐이었으며, 후버댐과 윌슨댐에 이어서 세계에서 세 번째로 큰 수력발전소였다. 이 댐은 조선민주주의인민공화국의 국장에도 그려져 있다.

## 역사

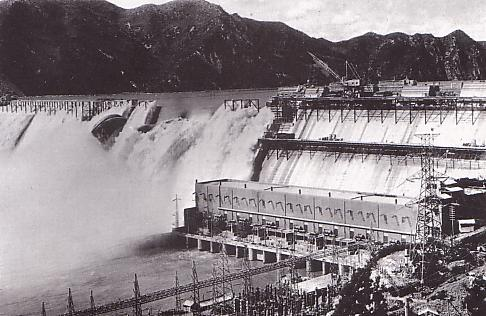
건설중인 수풍언제의 모습

1937년에 조선질소비료를 경영하던 노구치 재벌의 요구와 만주국의 전력수요가 맞아떨어지여 수풍발전소의 건설이 결정되었다. 이를 위해 1937년 8월 18일 압록강수력발전주식회사가 설립되었다. 당시 만주국은 50 Hz, 조선은 60 Hz 주파수의 교류를 사용하고 있었기에 발전기 7기를 50 Hz와 60 Hz 발전기, 겸용발전기를 모두 놓는 방식으로 채택하였다. 발전기의 제작은 50, 60 Hz 겸용기의 경우 지멘스 사에서, 나머지 발전기는 도시바 사에서 제작하였다. 생산한 전기는 만주국과 조선에 반씩 나누어 송전하고, 조선에 송전한 전기는 1/3을 조선질소비료가, 나머지를 민간에서 사용하기로 결정되었다. 공사를 위해 평북선이 1939년에 개통하기도 하였다. 공사는 1937년 시작되여 1941년 저수를 시작, 1943년 4기의 발전기가 장착되여 1944년이면 발전을 할 수 있게 되었다. 그러나 제2차 세계대전의 전황이 악화되면서 독일제 발전기는 도착하지 못했다.
1946년에는 홍수로 수로가 손상되었고 1947년에는 소련이 발전기를 약탈해 카자흐 SSR의 이르테쉬 강에 건설한 수력발전소로 옮기는 일을 겪었다. 1949년에서 1950년 사이에는 1946년에 손상된 수로를 복구하였다.
한국전쟁이 발발하면서 조선의 중요한 발전소었던 수풍발전소는 여러 차례의 공습을 받게 된다. 1952년 6월 23일에서 24일의 공습에서 언제는 무너지지 않았지만 발전소는 파괴되었고 이를 복구하자 동년 9월 12일과 1953년 2월 15일 재차 공습받았다.
이러한 피해는 전후3개년계획시기와 5개년경제계획시기인 1955년-1958년 사이에 복구개건되여 70만 kW 규모의 발전소로 되었다.

## 수풍발전소 발전용수와 발전현황
평안북도 삭주군 수풍로동자구에 있는 수풍발전소는 압록강을 중력식언제로 막아 만들어진 발전소로 저수용적은 117억 8,600만m3에 달하는 대용량 여러해조절저수지이다. 호수의 면적은 298.16km2이고 언제에 의해 물이 뻗치는 최대거리는 언제지점으로부터 183.3km인 초산군 리산리까지이다. 수풍호에 한 해동안에 흘러드는 평균 물 자원량은 232억 734만m3/s이다. 수풍호의 물량은 해마다 큰 차이가 나는데 적은 해에는 150억m3/s까지 내려갔다가 많은 해에는 360억m3/s까지도 올라간다.
월별자연유입량은 1월에서 3월까지 가장 적고 6월부터 9월까지 가장 많다. 그 중에서도 7월과 9월이 가장 많은데 이 두 달의 유입량은 한해 총 유입량의 48%에 달한다.
수풍발전소의 발전능력은 70만 kW로 평양1, 평양3 변전소와 220 kV 송전선으로 이어져 있으며 위원발전소와 연하변전소와도 송전선으로 연결되여있다.

## 같이 보기
- 조선민주주의인민공화국의 국장
- 화천댐

## 참고 문헌
- 손일선, 식민지조선에서의 도시바와 수력발전.
- 朝鮮總督府官報, Shōwa Nr. 3813, 3 October 1939
- Rees, David (2001). Korea: An Illustrated History from Ancient Times to 1945. Hippocrene Books. p. 131. ISBN 0-7818-0873-1.
- K. Armstrong, Charles; Samuel S. Kim; Stephen Kotkin (2005). Korea at the Center: Dynamics of Regionalism in Northeast Asia. M.E. Sharpe. p. 95. ISBN 0-7656-1656-4.
- Stewart, edited by James T. (1980). Airpower. New York: Arno Press. p. 129. ISBN 0-405-12204-7.
- Kai, Yu (1998). "Shuifeng dam design review comments" (PDF) (in Chinese). Northeast Changchun: Ministry of Water Resources Survey. Retrieved 27 August 2011.
- "Supung station (before restoration) Details" (in Chinese). Sino Hydro. Retrieved 27 August 2011.
- 김정락 외. 조선지리전서 물자원 편. 교육도서출판사, 1990. p178-179
- 김익성 외. 조선지리전서 공업지리편. 교육도서출판사, 1989. p118-120